# Шеннон Мессенджер
Шеннон Месенджер (англ. Shannon Messenger; 1991, США) — американська авторка. Вона написала серію книг для підлітків Хранителька загублених міст, яка стала бестселером New York Times; Флешбек, сьома книга серії, у 2018 році досягла 17 місця у списку USA Today. Також вона написала серію Sky Fall для дорослих. Її книги видані видавництвом Simon & Schuster.

## Біографія
Шеннон Месенджер закінчила Школу кінематографічних мистецтв Університету Південної Каліфорнії.

## Особисте життя
Станом на зараз Шеннон Месенджер живе у Південній Каліфорнії зі своїми котами. Вона та її чоловік розлучились у 2019 році.

### Серія "Хранителька Загублених міст»
«Хранителька Загублених міст» — це серія фантастичних книг для підлітків, яка входить до списку бестселерів New York Times. Перша книга серії була рекомендована у 2013 році Асоціацією бібліотечного обслуговування дітей для читання. Сьома книга серії Flashback вперше вийшла накладом 150 000 примірників, а тритижневий тур Messenger з метою промоції книги збирав на кожну подію 200–700 людей.
Серія розповідає історію Софі Фостер, дванадцятирічної старшокласниці зі здатністю читати думки. Вона завжди почувалася самотньою, аж поки загадковий хлопчик на ім'я Фітц Вакер не розповів їй, що є місце, куди вона належить, а перебування там, де вона є, призведе до страшної небезпеки. Вона змушена залишити позаду все, що знала, і розпочати нове життя у Загублених містах. Тільки тоді вона усвідомлює, що їй були надані надзвичайно потужні здібності — а також смертельні таємниці, приховані в її підсвідомості — заради яких дехто готовий піти на вбивство.
Станом на листопад 2019 року ця історія розвивалася упродовж восьми книг (щороку виходила одна книга), а також трьох оповідань, що вийшли обмеженим накладом. Ще як мінімум дві книги серії авторка запланувала видати до восени 2021 року. Точно відомо, що буде дев'ята книга. На десяту книгу контракт ще не підсписано, хоча Шеннон Месенджер його вже запропонували.
1. Хранителька загублених міст (2 жовтня 2012 р.)
2. Екзиль (1 жовтня 2013 р.)
3. Полуміння (4 листопада 2014 р.)
4. Небачені (3 листопада 2015 р.)
5. Арктос (1 листопада 2016 р.)
6. Сутемрява (7 листопада 2017 р.)
7. Спалах (6 листопада 2018 р.)
8. Спадщина (5 листопада 2019)
8.5 Нестримна (17 листопада 2020 р.)
Ілюстроване та коментоване видання першої книги в м’якій обкладинці вийшло 25 серпня 2020 р.
Наприкінці 2021 року кіностудія Walt Disney Animation Studios заявила про початок екранізації серії. В кріслі режисера очікують Бена Аффлека. 

### СеріяSky Fall
Серія «Sky Fall» — це  серія фантастичних книг для молодих дорослих про сімнадцятирічного Вейна Вестона, який дізнався, що він сильфа, дух вітру. Він заручений із Соланою, спадкоємцем трону, але закохується в Одру, якій було призначено захищати його. Як остання сильфа, що має силу розмовляти із західними вітрами, Вейн повинен використовувати їх, щоб перемогти злого та жадного до влади Рейдена. Він бореться з багатьма проблемами: намагається перемогти Рейдена, а також повинен захистити Аудру та їхні стосунки, хоча більшість проти цього. Чи можуть Вейн, Одра, їхні друзі та армія зберегти світ таким, яким вони його знають, перш ніж Рейден здолає їх усіх?
Серія "Sky Fall" складається з трьох книг:
- Нехай небо впаде (2013)
- Нехай вдарить грім (2014)
- Нехай підніметься вітер (2016)

Роман Хранителька загублених міст виграв у 2017 році  Медаль юного читача в Каліфорнії.

## Переклади в Україні
Перекладом серії Хранителька загублених міст українською мовою займається видавництво Рідна мова. Перша книжка серії Хранителька загублених міст побачила світ у листопаді 2020 року, видання другої й третьої частини припало на 2021 рік. Четверта, п'ята та шоста вийдуть у 2022 році. Перекладач усіх частин серії Зубченко Святослав.